# Баскетболист года конференции Big Ten
Баскетболист года конференции Big Ten (англ. Big Ten Conference Men's Basketball Player of the Year) — это ежегодная баскетбольная награда, вручаемая по результатам голосования лучшему баскетболисту среди студентов конференции Big Ten, входящей в I дивизион NCAA. Голосование проводится среди главных тренеров команд, входящих в конференцию (в данный момент их двенадцать), причём свои голоса тренеры подают по окончании регулярного чемпионата, но перед стартом плей-офф, то есть в начале марта, однако они не могут голосовать за своих собственных игроков. Награда была учреждена и впервые вручена Рою Тарпли из Мичиганского университета в сезоне 1984/85 годов.
Несмотря на то, что конференция называется Big Ten («Большая Десятка»), однако состоит из двенадцати команд, после присоединения к ней в 1993 году университета штата Пенсильвания и в 2011 году университета Небраски в Линкольне. В 2014 году конференцию расширили до 14 команд за счёт включения в неё Мэрилендского университета в Колледж-Парке и Ратгерского университета. Конференцию Big Ten не следует путать с конференцией Big 12, которая на данный момент состоит из десяти команд и представляет другой регион страны.
Только четыре игрока, Джим Джексон, Мэтин Кливз, Люка Гарза и Зак Иди, получали данную награду по два раза. Трижды обладателями этой премии становились сразу два игрока (1989, 1999 и 2000). Чаще других обладателями этой награды становились баскетболисты университета штата Мичиган (9 раз), университета штата Огайо и университета Пердью (по 7 раз) и Индианского университета в Блумингтоне (6 раз).

## Легенда
|           | Сообладатели награды |
| *         | Становились лауреатами Приза Джеймса Нейсмита (1969—) или Приза Джона Вудена (1977—), либо признавались баскетболистом года среди студентов по версии UPI (1955—1996), Helms Foundation (1905—1979), Associated Press (1961—) или NABC (1975—) |
| Игрок (X) | Количество титулов |

## Победители
| Сезон   | Игрок             | Фото | Университет                                | Позиция                                     | Год обучения | Примечания |
| ------- | ----------------- | ---- | ------------------------------------------ | ------------------------------------------- | ------------ | ---------- |
| 1984/85 | Рой Тарпли        |      | Мичиганский университет                    | Тяжёлый форвард / Центровой                 | Третий       |            |
| 1985/86 | Скотт Скайлз      |      | Университет штата Мичиган                  | Разыгрывающий защитник                      | Четвёртый    |            |
| 1986/87 | Деннис Хопсон     |      | Университет штата Огайо                    | Атакующий защитник / Лёгкий форвард         | Четвёртый    |            |
| 1987/88 | Гэри Грант        |      | Мичиганский университет                    | Разыгрывающий защитник                      | Четвёртый    |            |
| 1988/89 | Джей Эдвардс      |      | Индианский университет в Блумингтоне       | Атакующий защитник                          | Второй       |            |
| 1988/89 | Глен Райс         |      | Мичиганский университет                    | Лёгкий форвард                              | Четвёртый    |            |
| 1989/90 | Стив Шеффлер      |      | Университет Пердью                         | Центровой                                   | Четвёртый    |            |
| 1990/91 | Джим Джексон      |      | Университет штата Огайо                    | Лёгкий форвард / Атакующий защитник         | Второй       |            |
| 1991/92 | Джим Джексон* (2) |      | Университет штата Огайо                    | Лёгкий форвард / Атакующий защитник         | Третий       |            |
| 1992/93 | Калберт Чини*     |      | Индианский университет в Блумингтоне       | Атакующий защитник / Лёгкий форвард         | Четвёртый    |            |
| 1993/94 | Гленн Робинсон*   |      | Университет Пердью                         | Лёгкий форвард                              | Второй       |            |
| 1994/95 | Шон Респерт       |      | Университет штата Мичиган                  | Атакующий защитник                          | Четвёртый    |            |
| 1995/96 | Брайан Эванс      |      | Индианский университет в Блумингтоне       | Лёгкий форвард                              | Четвёртый    |            |
| 1996/97 | Бобби Джексон     |      | Миннесотский университет                   | Разыгрывающий защитник / Атакующий защитник | Четвёртый    |            |
| 1997/98 | Мэтин Кливз       |      | Университет штата Мичиган                  | Разыгрывающий защитник                      | Второй       |            |
| 1998/99 | Мэтин Кливз (2)   |      | Университет штата Мичиган                  | Разыгрывающий защитник                      | Третий       |            |
| 1998/99 | Скуни Пенн        |      | Университет штата Огайо                    | Разыгрывающий защитник                      | Третий       |            |
| 1999/00 | Эй Джей Гайтон    |      | Индианский университет в Блумингтоне       | Разыгрывающий защитник                      | Четвёртый    |            |
| 1999/00 | Моррис Питерсон   |      | Университет штата Мичиган                  | Атакующий защитник / Разыгрывающий защитник | Четвёртый    |            |
| 2000/01 | Фрэнк Уильямс     |      | Иллинойсский университет в Урбане-Шампейне | Разыгрывающий защитник / Атакующий защитник | Второй       |            |
| 2001/02 | Джаред Джеффрис   |      | Индианский университет в Блумингтоне       | Тяжёлый форвард / Лёгкий форвард            | Второй       |            |
| 2002/03 | Брайан Кук        |      | Иллинойсский университет в Урбане-Шампейне | Тяжёлый форвард / Центровой                 | Четвёртый    |            |
| 2003/04 | Девин Харрис      |      | Висконсинский университет в Мадисоне       | Разыгрывающий защитник / Атакующий защитник | Третий       |            |
| 2004/05 | Ди Браун          |      | Иллинойсский университет в Урбане-Шампейне | Разыгрывающий защитник                      | Третий       | [ 1 ]      |
| 2005/06 | Теренс Диалс      |      | Университет штата Огайо                    | Тяжёлый форвард                             | Четвёртый    | [ 2 ]      |
| 2006/07 | Аландо Такер      |      | Висконсинский университет в Мадисоне       | Лёгкий форвард / Атакующий защитник         | Четвёртый    | [ 3 ]      |
| 2007/08 | Ди Джей Уайт      |      | Индианский университет в Блумингтоне       | Тяжёлый форвард / Центровой                 | Четвёртый    | [ 4 ]      |
| 2008/09 | Кэлин Лукас       |      | Университет штата Мичиган                  | Разыгрывающий защитник                      | Второй       | [ 5 ]      |
| 2009/10 | Эван Тёрнер*      |      | Университет штата Огайо                    | Лёгкий форвард / Атакующий защитник         | Третий       | [ 6 ]      |
| 2010/11 | Джауан Джонсон    |      | Университет Пердью                         | Тяжёлый форвард                             | Четвёртый    | [ 7 ]      |
| 2011/12 | Дрэймонд Грин*    |      | Университет штата Мичиган                  | Лёгкий форвард                              | Четвёртый    | [ 8 ]      |
| 2012/13 | Трей Бёрк*        |      | Мичиганский университет                    | Разыгрывающий защитник                      | Второй       | [ 9 ]      |
| 2013/14 | Ник Стаускас      |      | Мичиганский университет                    | Лёгкий форвард / Атакующий защитник         | Второй       | [ 10 ]     |
| 2014/15 | Фрэнк Камински*   |      | Висконсинский университет в Мадисоне       | Тяжёлый форвард                             | Четвёртый    | [ 11 ]     |
| 2015/16 | Дензел Валентайн* |      | Университет штата Мичиган                  | Атакующий защитник                          | Четвёртый    | [ 12 ]     |
| 2016/17 | Калеб Суониган    |      | Университет Пердью                         | Тяжёлый форвард                             | Второй       | [ 13 ]     |
| 2017/18 | Кейта Бейтс-Диоп  |      | Университет штата Огайо                    | Лёгкий форвард                              | Третий       | [ 14 ]     |
| 2018/19 | Кассиус Уинстон   |      | Университет штата Мичиган                  | Разыгрывающий защитник                      | Третий       | [ 15 ]     |
| 2019/20 | Люка Гарза        |      | Айовский университет                       | Центровой                                   | Третий       | [ 16 ]     |
| 2020/21 | Люка Гарза (2)    |      | Айовский университет                       | Центровой                                   | Четвёртый    | [ 17 ]     |
| 2021/22 | Джонни Дэвис      |      | Висконсинский университет в Мадисоне       | Атакующий защитник                          | Второй       | [ 18 ]     |
| 2022/23 | Зак Иди           |      | Университет Пердью                         | Центровой                                   | Третий       | [ 19 ]     |
| 2023/24 | Зак Иди (2)       |      | Университет Пердью                         | Центровой                                   | Четвёртый    | [ 20 ]     |
| 2024/25 | Брейден Смит      |      | Университет Пердью                         | Разыгрывающий защитник                      | Третий       | [ 21 ]     |

## Комментарии
1. ↑  Позднее выбор Бобби Джексона был отменён из-за разгоревшегося в 1999 году академического скандала, связанного с мошенничеством, что было неприемлемым для студенческой команды, в результате чего на команду «Миннесота Голден Гоферс» были наложены штрафные санкции: она лишилась общей победы в конференции и выхода в финал четырёх турнира NCAA, у неё отобрали все командные и индивидуальные награды по итогам сезона 1996/1997 годов, а также стёрли все официальные результаты команды шести последних лет (сезоны 1993/1994—1998/1999 годов).